# 孔斯和
孔斯和，字動之，號伊侯，山西泽州人，寧山衛軍籍。清朝政治人物。举人出身。

## 生平
崇禎十二年（1639年）己卯科山西鄉試舉人。明亡仕清。康熙十二年（1673年）任福建建寧府知府。